# المرأة في جزر المالديف
كان وضع النساء في جزر المالديف تقليديًا إلى حد ما مرتفعًا، كما يوثق جزئيًا بوجود أربعة جامعات. على الرغم من أن غالبية النساء المالديفيات يرتدين الحجاب ، إلا أنهن غير معزولات تمامًا، لكن هنك أقسامًا خاصة للنساء في الأماكن العامة، مثل الملاعب والمساجد. ومع ذلك، فإن النساء اللواتي يرفضن ارتداء الحجاب أو يقررن إزالته يواجهن الكثير من الوصمة الاجتماعية  من كل من عائلاتهن وأفراد الجمهور. لا تتبع النساء أسماء أزواجهن بعد الزواج ولكنهن يحتفظن بأسمائهن قبل الزواج. وراثة الممتلكات من خلال كل من الذكور والإناث.
يعدّ التحرش الجنسي مشكلة كبيرة في جزر المالديف للنساء المالديفيات والأجنبيات على حد سواء. تجد النساء أنه جزء يومي من حياتهن يتعرضن للتحرش في الشوارع. أفاد 96٪ من النساء في جزر المالديف أنهن تعرضن للمضايقة في الشوارع في مرحلة ما من حياتهم، حيث واجه 60٪ منهن مضايقات قبل أن يبلغن 16٪ و 40٪ منهن تعرضن للتحرش الجنسي قبل بلوغهن سن 10 سنوات. الرجال من جميع الأعمار يجدون القبول مقبولا تماما في مدينة ماليه خاصة. يتم اتخاذ القليل من الإجراءات ضد الأشخاص الذين يضايقون النساء على الطريق، كما أن عدد الاعتداءات الجنسية والاغتصاب في ازدياد.
تعدد الزوجات في جزر المالديف قانوني، لكنه نادر جدا. البغاء في جزر المالديف غير قانوني. المثلية الجنسية غير قانونية.
لطالما كان للمرأة دور هام في الأسرة والمجتمع. في التاريخ المبكر لجزر المالديف، لم يكن من غير المألوف أن يكون هناك امرأة مثل سلطانة أو حاكم، وقد اقترح أن المجتمع كان في يوم من الأيام نظامًا للقومية.
في مجتمع اليوم، تشغل بعض النساء مناصب في الحكومة وقطاع الأعمال ولكنهن ممثلات تمثيلاً قليلًا بشدة. واعتبارًا من عام 2016، كانت النساء يمثلن فقط ثلاثة من بين 14 وزيرًا في الحكومة، وخمسة من بين 85 مشرعًا وستة من أصل أكثر من 180 قاضيًا. نسبة كبيرة من موظفي الحكومة من النساء. وتبقى نسبة الإناث من الالتحاق بالمدارس وإكمال التعليم إلى المدارس الثانوية متكافئة. لكن في المتوسط، يحصلن على أقل من نصف مرتبات الرجال في مكان العمل. 
وفي عام 2013، حُكم على ضحية اغتصاب تبلغ من العمر 15 عامًا بعقوبة 100 جلدة للزنا. وقد ألغت المحكمة المالديفية العليا الحكم في وقت لاحق، بعد حملة دولية لتقديم العرائض برئاسة آفاز.  يواجه عدد غير متناسب من النساء الجلد العلني من أجل ممارسة الجنس خارج إطار الزواج مقارنة بالرجال: يتم تبرئة أغلبية الرجال المتهمين بالجنس خارج الزواج.

## وصلات خارجية
This article incorporates public domain material from the Library of Congress Country Studies website http://lcweb2.loc.gov/frd/cs/.